# Mistrovství Evropy v atletice 1982

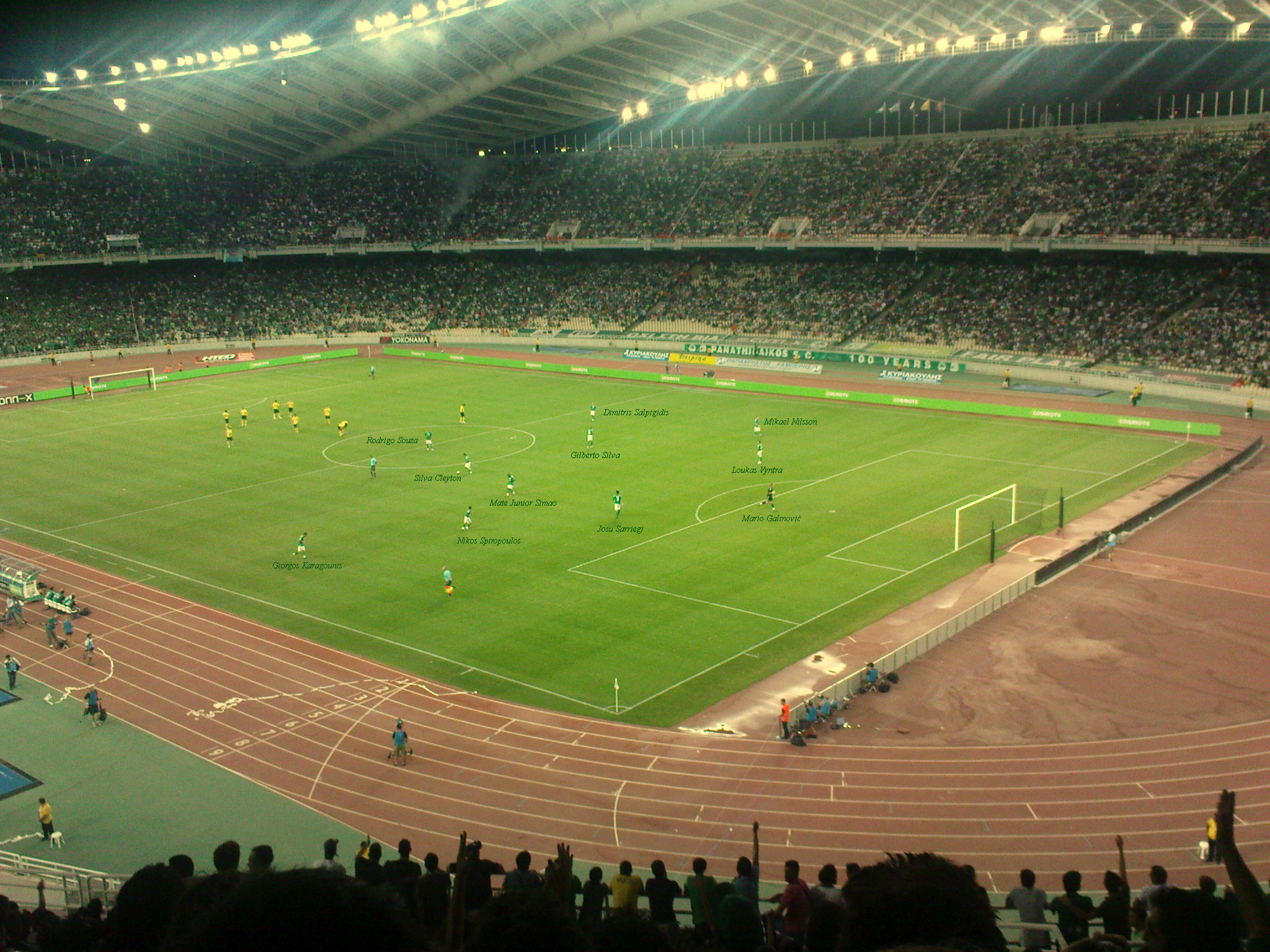
Olympijský stadion v Athénách

13. mistrovství Evropy v atletice se uskutečnilo ve dnech 6. – 12. září 1982 v řeckých Athénách na olympijském stadionu. V roce 1997 se zde konalo Mistrovství světa v atletice a probíhaly zde také atletické disciplíny během Letních olympijských her v roce 2004.
Na tomto šampionátu ženy poprvé startovaly v maratonském běhu a poprvé absolvovaly sedmiboj. Na předchozích mistrovstvích měly ženy na programu pětiboj.

## Medailisté

### Muži
| Soutěž            | Zlato                                                                               | Stříbro                                                                     | Bronz                                                                                |
| ----------------- | ----------------------------------------------------------------------------------- | --------------------------------------------------------------------------- | ------------------------------------------------------------------------------------ |
| 100 m             | Frank Emmelmann 10,21                                                               | Pierfrancesco Pavoni 10,25                                                  | Marian Woronin 10,28                                                                 |
| 200 m             | Olaf Prenzler 20,46                                                                 | Cameron Sharp 20,47                                                         | Frank Emmelmann 20,60                                                                |
| 400 m             | Hartmut Weber 44,72                                                                 | Andreas Knebel 45,29                                                        | Viktor Markin 45,30                                                                  |
| 800 m             | Hans-Peter Ferner 1:46,33                                                           | Sebastian Coe 1:46,66                                                       | Jorma Härkönen 1:46,90                                                               |
| 1500 m            | Steve Cram 3:36,49                                                                  | Nikolaj Kirov 3:36,99                                                       | José Manuel Abascal 3:37,04                                                          |
| 5000 m            | Thomas Wessinghage 13:28,90                                                         | Werner Schildhauer 13:30,03                                                 | David Moorcroft 13:30,42                                                             |
| 10 000 m          | Alberto Cova 27:41,03                                                               | Werner Schildhauer 27:41,21                                                 | Martti Vainio 27:42,51                                                               |
| Maraton           | Gerard Nijboer 2.15:16                                                              | Armand Parmentier 2.15:51                                                   | Karel Lismont 2.16:04                                                                |
| 110 m překážek    | Thomas Munkelt 13,41                                                                | Andrej Prokofjev 13,44                                                      | Arto Bryggare 13,60                                                                  |
| 400 m překážek    | Harald Schmid 47,48                                                                 | Alexandr Jacevič 48,60                                                      | Uwe Ackermann 48,64                                                                  |
| 3000 m překážek   | Patriz Ilg 8:18,52                                                                  | Bogusław Mamiński 8:19,22                                                   | Domingo Ramón 8:20,48                                                                |
| Štafeta 4 × 100 m | Sovětský svaz 38,60 Sergej Sokolov Alexandr Axinin Andrej Prokofjev Nikolaj Sidorov | NDR 38,71 Detlef Kübeck Olaf Prenzler Thomas Munkelt Frank Emmelmann        | Západní Německo 38,71 Christian Zirkelbach Christian Haas Peter Klein Erwin Skamrahl |
| Štafeta 4 × 400 m | Západní Německo 3:00,51 Erwin Skamrahl Harald Schmid Thomas Giessing Hartmut Weber  | Spojené království 3:00,68 David Jenkins Garry Cook Todd Bennett Phil Brown | Sovětský svaz 3:00,80 Alexandr Troščilo Pavel Roščin Pavel Konovalov Viktor Markin   |
| Chůze na 20 km    | José Marín 1.23:43                                                                  | Jozef Pribilinec 1.25:55                                                    | Pavol Blažek 1.26:13                                                                 |
| Chůze na 50 km    | Reima Salonen 3.55:29                                                               | José Marín 3.59:18                                                          | Bo Gustafsson 4.01:21                                                                |
| Skok do výšky     | Dietmar Mögenburg 2,30 m                                                            | Janusz Trzepizur 2,27 m                                                     | Gerd Nagel 2,24 m                                                                    |
| Skok o tyči       | Alexandr Krupskij 5,60 m                                                            | Vladimir Poljakov 5,60 m                                                    | Atanas Tarev 5,60 m                                                                  |
| Skok daleký       | Lutz Dombrowski 8,41 m                                                              | Antonio Corgos 8,19 m                                                       | Jan Leitner 8,08 m                                                                   |
| Trojskok          | Keith Connor 17,29 m                                                                | Vasilij Griščenkov 17,15 m                                                  | Béla Bakosi 17,04 m                                                                  |
| Vrh koulí         | Udo Beyer 21,50 m                                                                   | Jānis Bojārs 20,81 m                                                        | Remigius Machura 20,59 m                                                             |
| Hod diskem        | Imrich Bugár 66,64 m                                                                | Igor Duginjec 65,60 m                                                       | Wolfgang Warnemünde 64,20 m                                                          |
| Hod kladivem      | Jurij Sedych 81,66 m                                                                | Igor Nikulin 79,44 m                                                        | Sergej Litvinov 78,66 m                                                              |
| Hod oštěpem       | Uwe Hohn 91,34 m                                                                    | Heino Puuste 89,56 m                                                        | Detlef Michel 89,32 m                                                                |
| Desetiboj         | Daley Thompson 8 743 bodů                                                           | Jürgen Hingsen 8 517 bodů                                                   | Siegfried Stark 8 433 bodů                                                           |

### Ženy
| Soutěž            | Zlato                                                                         | Stříbro                                                                                          | Bronz                                                                                            |
| ----------------- | ----------------------------------------------------------------------------- | ------------------------------------------------------------------------------------------------ | ------------------------------------------------------------------------------------------------ |
| 100 m             | Marlies Göhrová 11,01                                                         | Bärbel Wöckelová 11,20                                                                           | Rose-Aimée Bacoul 11,29                                                                          |
| 200 m             | Bärbel Wöckelová 22,04                                                        | Kathy Smallwoodová 22,13                                                                         | Sabine Riegerová 22,51                                                                           |
| 400 m             | Marita Kochová 48,16                                                          | Jarmila Kratochvílová 48,85                                                                      | Taťána Kocembová 50,55                                                                           |
| 800 m             | Olga Minějevová 1:55,41                                                       | Ljudmila Veselkovová 1:55,96                                                                     | Margrit Klingerová 1:57,22                                                                       |
| 1500 m            | Olga Dvirna 3:57,80                                                           | Zamira Zajcevová 3:58,82                                                                         | Gabriella Dorio 3:59,02                                                                          |
| 3000 m            | Světlana Ulmasovová 8:30,28                                                   | Maricica Puicăová 8:33,33                                                                        | Jelena Sipatovová 8:34,06                                                                        |
| Maraton           | Rosa Motaová 2.36:04                                                          | Laura Fogliová 2.36:29                                                                           | Ingrid Kristiansenová 2.36:39                                                                    |
| 100 m překážek    | Lucyna Kałeková 12,45                                                         | Jordanka Donkovová 12,54                                                                         | Kerstin Knabeová 12,54                                                                           |
| 400 m překážek    | Ann Louise Skoglundová 54,58                                                  | Petra Pfaffová 54,90                                                                             | Chantal Régaová 54,94                                                                            |
| Štafeta 4 × 100 m | NDR 42,19 Gesine Waltherová Bärbel Wöckelová Sabine Riegerová Marlies Göhrová | Spojené království 42,66 Wendy Hoyteová Kathy Smallwoodová Beverley Goddardová Shirley Thomasová | Francie 42,69 Laurence Bilyová Marie-Christine Cazierová Rose-Aimée Bacoulová Liliane Gaschetová |
| Štafeta 4 × 400 m | NDR 3:19,05 Kirsten Siemonová Sabine Buschová Dagmar Rübsamová Marita Kochová | Československo 3:22,17 Věra Tylová Milena Matějkovičová Taťána Kocembová Jarmila Kratochvílová   | Sovětský svaz 3:22,79 Jelena Didilenková Irina Olchovnikovová Olga Minějevová Irina Baskakovová  |
| Skok do výšky     | Ulrike Meyfarthová 2,02 m                                                     | Tamara Bykovová 1,97 m                                                                           | Sara Simeoniová 1,97 m                                                                           |
| Skok daleký       | Valy Ionescu 6,79 m                                                           | Anișoara Stanciuová 6,73 m                                                                       | Jelena Ivanovová 6,73 m                                                                          |
| Vrh koulí         | Ilona Slupianeková 21,59 m                                                    | Helena Fibingerová 20,94 m                                                                       | Nunu Abašidzeová 20,82 m                                                                         |
| Hod diskem        | Cvetanka Christovová 68,34 m                                                  | Maria Petkovová 67,94 m                                                                          | Galina Savinkovová 67,82 m                                                                       |
| Hod oštěpem       | Anna Verouliová 70,02 m                                                       | Antje Kempeová 67,94 m                                                                           | Sofia Sakorafová 67,04 m                                                                         |
| Sedmiboj          | Ramona Neubertová 6 622 bodů                                                  | Sabine Mobiusová 6 594 bodů                                                                      | Sabine Evertsová 6 418 bodů                                                                      |

## Medailové pořadí
| Umístění | Stát                             | Zlato | Stříbro | Bronz | Celkem |
| -------- | -------------------------------- | ----- | ------- | ----- | ------ |
| 1.       | Německá demokratická republika   | 13    | 8       | 7     | 28     |
| 2.       | Západní Německo                  | 8     | 1       | 4     | 13     |
| 3.       | Sovětský svaz                    | 6     | 12      | 8     | 26     |
| 4.       | Spojené království               | 3     | 5       | 1     | 9      |
| 5.       | Československo                   | 1     | 4       | 4     | 9      |
| 6.       | Itálie                           | 1     | 2       | 2     | 5      |
| 6.       | Španělsko                        | 1     | 2       | 2     | 5      |
| 8.       | Bulharská lidová republika       | 1     | 2       | 1     | 4      |
| 8.       | Polsko                           | 1     | 2       | 1     | 4      |
| 10.      | Rumunská socialistická republika | 1     | 2       | 0     | 3      |
| 11.      | Finsko                           | 1     | 0       | 3     | 4      |
| 12.      | Řecko                            | 1     | 0       | 1     | 2      |
| 12.      | Švédsko                          | 1     | 0       | 1     | 2      |
| 14.      | Nizozemsko                       | 1     | 0       | 0     | 1      |
| 14.      | Portugalsko                      | 1     | 0       | 0     | 1      |
| 16.      | Belgie                           | 0     | 1       | 1     | 2      |
| 17.      | Francie                          | 0     | 0       | 3     | 3      |
| 18.      | Norsko                           | 0     | 0       | 1     | 1      |
| 18.      | Maďarská lidová republika        | 0     | 0       | 1     | 1      |